# Székelyné Ungár Anikó
Székelyné Ungár Anikó, Ungár Anna (Kapnikbánya, 1790. április 10. – Kolozsvár, 1862. december 25.) színésznő, Székely József színész felesége.

## Pályája
Pozsonyi Ungár Ferenc bányanagy és kolozsvári Kolozsváry Mária leányaként született. Amikor apja 1796-ban elhunyt, édesanyjával Kolozsvárra költözött. Itt lépett színpadra először, 1806. szeptember 18-án, Lizi szobalány szerepében, Spiess A parola című színművében. A színlapon mint Anikó szerepelt. 1808-ban Wesselényi Miklós a színtársulatot Marosvásárhelyre költöztette, és mivel a 18 éves Anikó nem maradhatott felügyelet nélkül, megkérte Székely Józsefet, hogy vegye őt feleségül. Az esküvőre 1808. május 7-én került sor. 1814-ben a színészek Kolozsvárról Magyarországra költöztek, azonban Székelyné nem akart velük menni, így férjével Szucságon haszonbérbe vettek egy birtokot. Mivel azonban nem volt szerencséjük, visszatértek a színi pályára.
1815-ig Kolozsvárott szerepelt, 1815 és 1819 között Marosvásárhelyen játszott, 1821-ben a kolozsvári új színházhoz került. 1825-ben a pozsonyi országgyűlési előadásokon is szerepel, majd Miskolcon, Pest-Budán lépett színpadra, azonban Erdélyben volt a legnagyobb sikere. 1831-ben, miután férje meghalt, visszavonult a színpadtól. 1833–34-ben meghívták a budai Várszínház társulatához, azonban ő nem akart csatlakozni. Csak 1834. november 1-jén lépett fel Kolozsvárott újból, ő kapta Déryné prózai szerepeit a művésznő távozása után. Nagyváradon, 1838. május 8-án láthatta utoljára a közönség Mathilde szerepében Kalchberg A templáriusok című darabjában. 1859-től a kolozsvári arisztokrácia folyósított számára nyugdíjat, 21 kolozsvári főúrtól és főúri hölgytől kapott évi 250 ezüstforintot. Többnyire naivákat és fiatal drámai hősnőket formált meg.
Temetésén Paulay Ede mondott búcsúbeszédet. Saját kérésére első igazgatója, Kótsi Patkó János mellé temették a Házsongárdi temetőbe. Sírjában  ma Janovics Jenő nyugszik.

## Fontosabb szerepei
- Afanázia (Kotzebue: Gróf Benyovszky)
- Ophelia (Shakespeare: Hamlet)
- Júlia (Shakespeare: Rómeó és Júlia)
- Amália (Schiller: Haramiák)
- Cora (Kotzebue: A nap szüze)
- Lujza (Schiller: Ármány és szerelem)
- Margit (Kisfaludy Károly: Stibor)
- Clarissa (Mélesville: Paluzzi kastély)